# Rue Rochebrune
La rue Rochebrune est une voie du 11e arrondissement de Paris, en France.

## Situation et accès
La rue Rochebrune est une voie publique située dans le 11e arrondissement de Paris. Elle débute au 28, avenue Parmentier et se termine au 41, rue Saint-Maur.
Cette voie est située dans le quartier où ont été groupés des noms d'officiers tués pendant la guerre de 1870-1871.

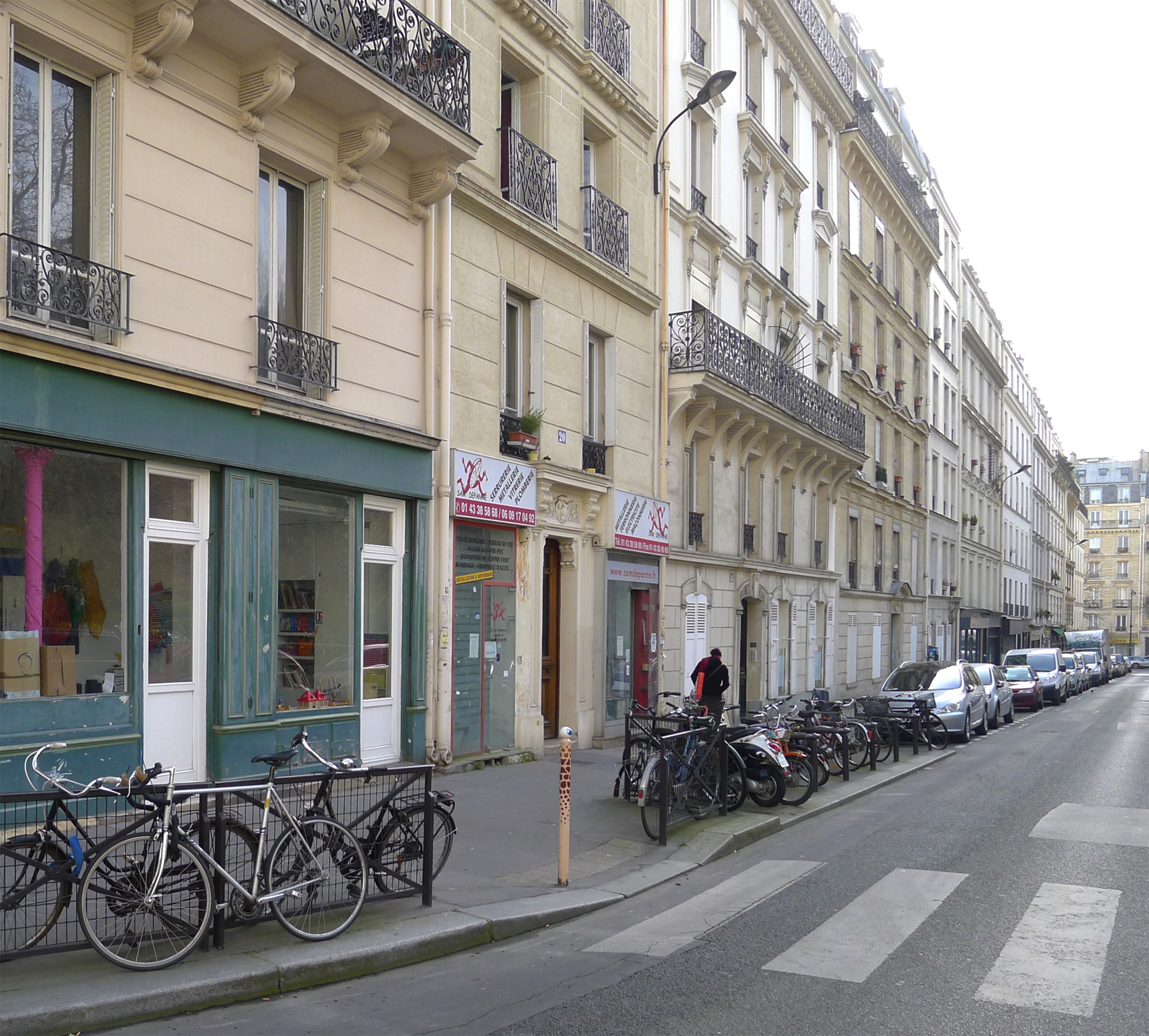
Rue Rochebrune vue depuis la rue du Général-Guilhem.

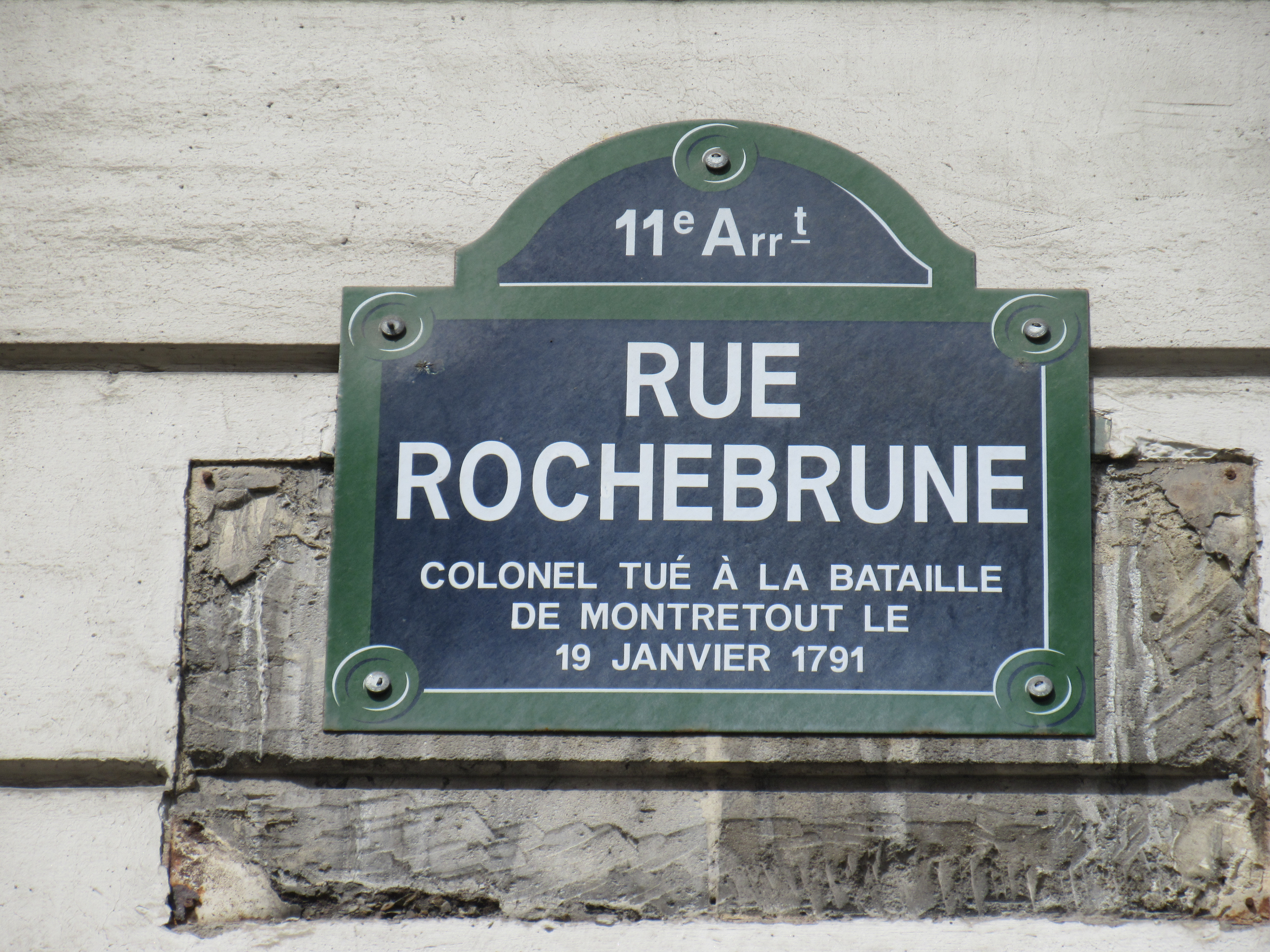

## Origine du nom
Elle porte le nom du colonel du 19e régiment de marche François de Rochebrune (1830-1871), tué à la bataille de Buzenval le 19 janvier 1871.

## Historique
La rue est ouverte par délibération municipale du 27 août 1869 à l'emplacement des anciens abattoirs de Ménilmontant, détruits en 1867.
Elle prend sa dénomination actuelle par un décret du 10 février 1875.